# Ciclone Phyan
A tempestade ciclônica Phyan (designação do JTWC: 04A; conhecido simplesmente como ciclone Phyan) foi um ciclone tropical que afetou Sri Lanka e o sul e sudoeste da Índia em meados de novembro de 2009. Sendo o sétimo ciclone tropical e o terceiro dotado de nome da temporada de ciclones no Oceano Índico norte de 2009, Phyan formou-se de uma área de perturbações meteorológicas próxima a Sri Lanka em 9 de novembro. Com boas condições meteorológicas, o sistema continuou a se organizar, e se tornou uma depressão tropical profunda, segundo o Departamento Meteorológico da Índia (DMI), no dia seguinte. Seguindo para norte, o sistema se tornou a tempestade ciclônica "Phyan" ainda em 10 de novembro. Com condições meteorológicas moderadas, Phyan não foi capaz de se intensificar rapidamente assim que seguia para norte, e depois para norte-nordeste, seguindo paralelamente à costa sudoeste da Índia. Phyan atingiu seu pico de intensidade em 11 de novembro, com ventos máximos sustentados de 95 km/h, segundo o Joint Typhoon Warning Center, ou 85 km/h, segundo o DMI. A partir de então, Phyan começou a se desorganizar assim que interagia com a costa, e o ciclone fez landfall na costa indiana, entre Alibagh e Bombaim, ainda naquela manhã, durante seu pico de intensidade. A partir de então, Phyan começou a se enfraquecer rapidamente sobre terra, e se enfraqueceu para uma depressão tropical profunda, e para uma depressão simples mais tarde naquele dia. O JTWC emitiu seu aviso final ainda em 11 de novembro, e o DMI fez o mesmo no início da madrugada (UTC) seguinte, quando o desclassificou para uma área de baixa pressão remanescente.
A princípio, as fortes chuvas causadas por Phyan e seu sistema predecessor causaram 7 fatalidades e deixaram mais de 750 pessoas desaparecidas no sul e sudoeste da Índia e em Sri Lanka.

## História meteorológica

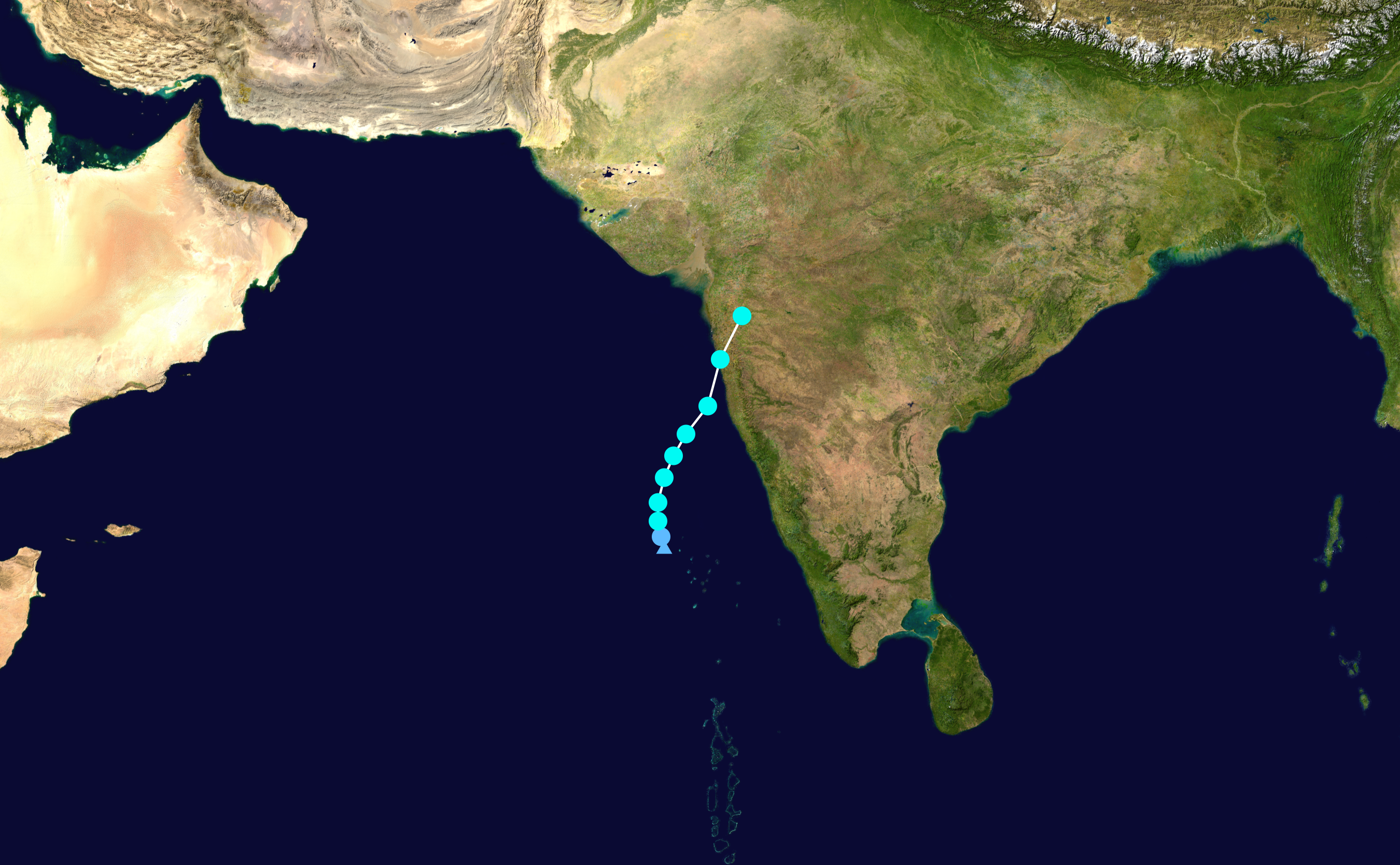
O caminho de Phyan

O ciclone Phyan formou-se de uma área de perturbações meteorológicas que persistia a sul-sudoeste de Sri Lanka em 4 de novembro. Inicialmente, o sistema era uma ampla região de giro ciclônico, onde áreas de convecção atmosférica começavam a se formar e a se aprofundar em torno de um centro ciclônico de baixos níveis alongado e mal definido. Apesar de estar numa área de divergência atmosférica, onde há maior facilidade de escape dos fluxos de saída, e, portanto, intensificando o ciclone, a perturbação estava numa área de condições meteorológicas desfavoráveis, com cisalhamento do vento moderado a forte. Além disso, o sistema seguia inicialmente para o sul da Índia e para o Sri Lanka, e estava sendo afetado pela interação com terra. Contudo, a partir de 6 de novembro, o sistema começou a mostrar sinais de organização assim que o seu centro ciclônico de baixos níveis ficou mais consolidado. Em 7 de novembro, o sistema ficou mal definido assim que seguiu sobre o sul da Índia. Por ser muito ampla, a circulação ciclônica de baixos níveis exibia características semelhantes a um cavado de monção naquele momento. No dia seguinte, a perturbação voltou a mostrar sinais de organização assim que seguiu sobre o mar Arábico, onde a temperatura da superfície do mar estava muito favorável. Além disso, a formação de bandas de tempestade indicava a consolidação do sistema. O sistema convectivo da perturbação continuou a se consolidar, o que levou o Joint Typhoon Warning Center, órgão da Marinha dos Estados Unidos responsável pela monitoração de ciclones tropicais, a emitir um Alerta de Formação de Ciclone Tropical (AFCT) sobre o sistema, que significava que a perturbação poderia ser um ciclone tropical significativo dentro de um período de 12 a 24 horas. Naquele momento, o Departamento Meteorológico da Índia (DMI) considerou que o sistema havia se intensificado para uma depressão tropical, e começou a emitir avisos regulares sobre o sistema, que foi designado pela agência indiana como "ARB 03". O sistema continuou a se consolidar com o passar daquele dia, e naquela noite (UTC), o JTWC classificou o sistema para um ciclone tropical significativo, e lhe atribuiu a designação "04A".

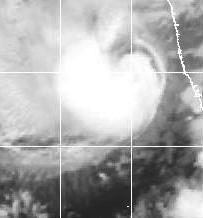
O ciclone Phyan em 10 de novembro

Contudo, o ciclone não foi capaz de se intensificar rapidamente devido ao aumento do cisalhamento do vento associado à chegada de um cavado de médias latitudes. Mesmo assim, o DMI classificou o sistema para uma depressão tropical profunda na madrugada de 10 de novembro. Seguindo para norte através da periferia ocidental de ma alta subtropical, o sistema continuou a se intensificar lentamente mesmo sob forte cisalhamento do vento. O ciclone estava se mantendo em intensificação devido à manutenção de fluxos de saída de altos níveis bem consolidados devido à presença do próprio cavado de médias latitudes e aos fortes ventos do oeste de médias latitudes. Naquela noite (UTC), o DMI classificou a depressão profunda para a terceira tempestade ciclônica da temporada, a primeira no mar Arábico, e atribuiu-lhe o nome "Phyan". Na madrugada (UTC) de 11 de novembro, Phyan atingiu seu pico de intensidade, com ventos máximos sustentados de 95 km/h, segundo o JTWC, ou 85 km/h, segundo o DMI.

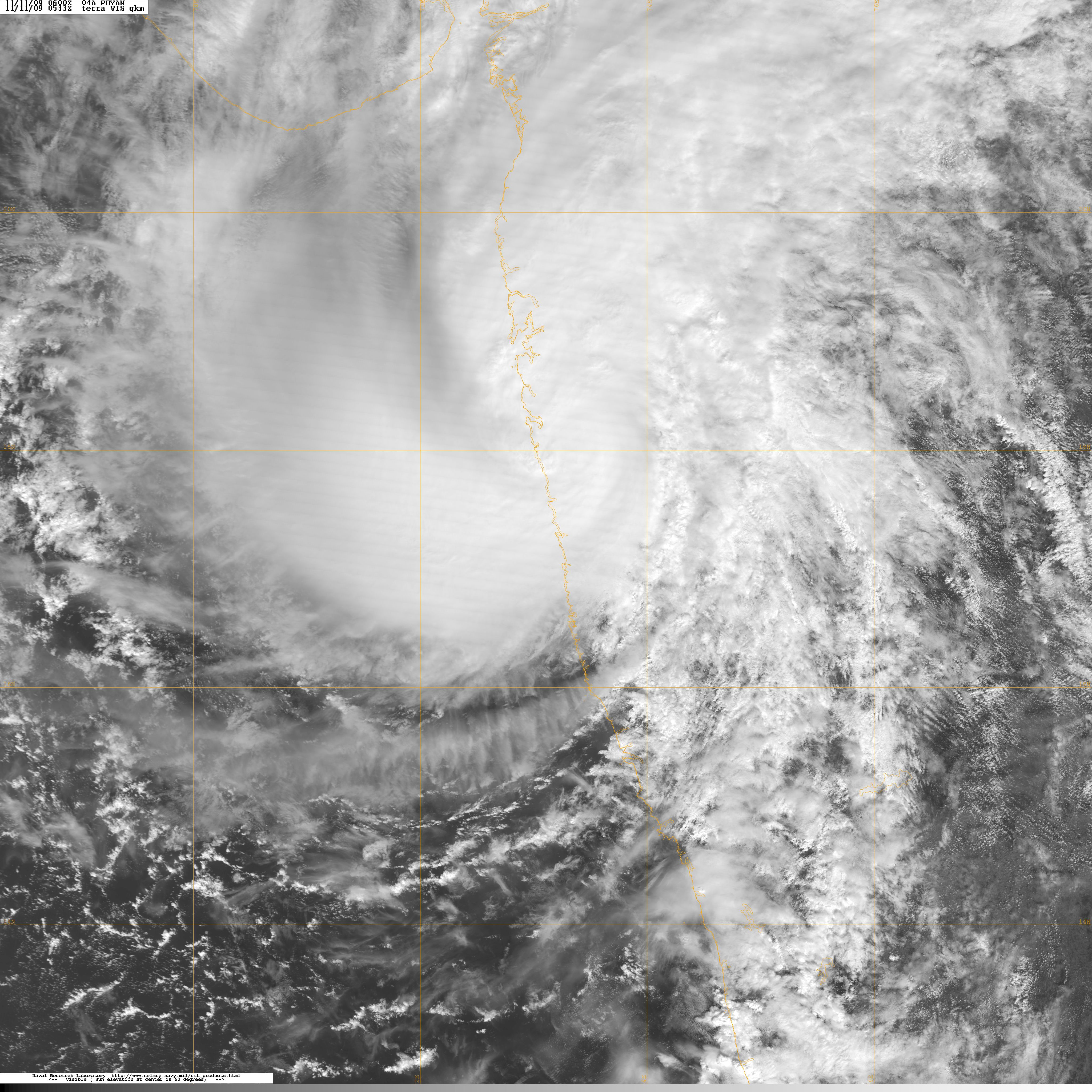
O Ciclone Phyan atingindo a costa da Índia em 11 de novembro

A partir de então, Phyan começou a se enfraquecer assim que o cisalhamento do vento aumentou ainda mais e assim que a sua circulação ciclônica de baixos níveis começou a se interagir com a costa do sudoeste da Índia. Phyan fez landfall na costa indiana por volta das 10:00 (UTC) daquele dia, logo ao sul de Bombaim, durante o seu pico de intensidade. Logo em seguida, o DMI desclassificou Phyan para uma depressão tropical profunda. Mais tarde naquele dia, o JTWC emitiu seu aviso final sobre o sistema assim que Phyan se dissipava sobre a Índia. No início daquela noite (UTC), o DMI novamente desclassificou o sistema para uma depressão tropical simples. No início da madrugada (UTC) de 12 de novembro, a depressão degenerou-se para uma área de baixa pressão remanescente e o DMI emitiu seu aviso final sobre o sistema.

## Preparativos e impactos
Inicialmente, o governo da Índia pediu para que os pescadores não navegassem na região afetada pelo ciclone. No entanto, o governo foi severamente criticado pela demora à resposta de emergência. Os avisos de proibição da navegação na região foram emitidos várias horas depois da saída dos pescadores para alto-mar. Com isso, mais de 500 pescadores do estado indiano de Tâmil Nadu que estavam navegando ao largo da costa de Bombaim desapareceram.
Phyan causou pelo menos sete fatalidades e deixou outras 14 pessoas feridas na Índia, principalmente no distrito de Ratnagiri, a mais afetada por Phyan. Mais de 7.500 residências foram danificadas, sendo que 96 foram completamente destruídas. No momento da passagem de Phyan, a região ficou sem o fornecimento de eletricidade assim que muitos postes caíram com a força dos ventos. Além disso, os fortes ventos derrubaram árvores, bloqueando ruas e rodovias e dificultando o acesso das equipes de resgate para as regiões afetadas. Os prejuízos econômicos causados por Phyan na Índia chegaram a 43 milhões de dólares, sendo que a agricultura e o extrativismo pesqueiro foram os setores mais afetados.